# Ada (Vorname)
Ada ist ein weiblicher Vorname.

## Herkunft und Bedeutung
Für den Namen Ada kommen verschiedene Herleitungen in Frage
- Kurzform verschiedener Namen mit dem althochdeutschen Element adal „edel“, „vornehm“[1][2], insbesondere von Adelheid[3]
- Variante von Agda, der auf Agða, die altnordische Kurzform von Agathe[4], zurückgeht[2]
- hebräisch עָדָה ʿādā, Kurzform zu אֶלְעָדָה ʾælʿādā oder עֲדָיָהוּ ʿādājāhū: „[Gott/der Herr] hat geschmückt“[5]
- Türkisch: „Insel“[6]

## Verbreitung
In den USA war der Name Ada bereits im ausgehenden 19. Jahrhundert beliebt. Im Verlauf des 20. Jahrhunderts sank seine Popularität zunächst leicht, dann immer stärker. Im Jahr 1986 verließ er erstmals die Liste der 1000 meistvergebenen Mädchennamen des Landes. Ab der Mitte der 2000er Jahre begann ein steiler Aufstieg des Namens in den Vornamenscharts. Im Jahr 2021 erreichte der Name Rang 180 der Hitliste. Ein ähnliches Bild zeigt sich in Neuseeland. Auch im Vereinigten Königreich nahm die Popularität des Namens in den vergangenen Jahren zu. In England und Wales stieg Ada im Jahr 2018 in die Top-100 der Vornamenscharts auf. Im Jahr 2020 belegte der Name Rang 38 der Hitliste. Im selben Jahr belegte er in Nordirland Rang 78 und in Schottland Rang 47 der Hitliste. In Irland trat Ada im Jahr 2018 in die Hitliste der 100 meistvergebenen Mädchennamen ein und erreichte im Jahr 2021 Rang 45.
Auch in der Türkei ist der Name beliebt. Im Jahr 2009 stieg er in die Top-100 der Vornamenscharts auf und nahm bis 2014 (Rang 24) an Popularität zu. Dann sank seine Beliebtheit leicht (Rang 59, Stand 2017), um danach wieder anzusteigen. Im Jahr 2021 erreichte Ada mit Rang 24 dieselbe Platzierung wie bereits im Jahr 2014
In Polen ist der Name geläufig und hat sich in der Top-100 der Vornamenscharts etabliert. Zuletzt stand er auf Rang 87 (Stand 2021).
In Deutschland war der Name Ada Anfang des 20. Jahrhunderts kaum verbreitet. Mitte der 2000er Jahre stieg der Name erstmals in Top-500 der Vornamenscharts auf. Seitdem steigt seine Popularität, obwohl er immer noch relativ selten vergeben wird. Im Jahr 2021 belegte er in den Vornamenscharts Rang 231. Besonders häufig wird der Name in Berlin vergeben, wo er im Jahr 2021 mit Rang 92 sogar eine Platzierung in der Top-100 erreichte.

## Varianten
- Englisch: Adah
- Finnisch: Aada
- Französisch (mittelalterlich): Adda
- Samisch: Ádá

## Namenstag
Der Namenstag von Ada wird nach der Äbtissin Ada von Saint Julien am 28. Juli gefeiert.

## Namensträgerinnen

### Ada
Altertum und Mittelalter
- Ada (Bibel), Ehefrau des Lamech (Gen 4,19-23 EU)
- Ada, Ehefrau des Esau (Gen 36,2 EU)
- Ada (Karien) (4. Jahrhundert vor Christus), karische Satrapin
- Ada (Tochter des Pixodaros), karische Aristokratin des 4. Jahrhunderts v. Chr.
- Ada (Heilige) (7. Jahrhundert), Benediktinernonne, Äbtissin in Le Mans, Frankreich
- Ada (8./9. Jahrhundert), Verfasserin der Ada-Handschrift
- Ada von Holland (* um 1188; † 1223 oder nach 1234), Gräfin von Holland
- Ada von Holland (Brandenburg) († 1205 oder später), Markgräfin von Brandenburg
- Ada von Holland (Äbtissin) († 1258), Äbtissin von Rijnsburg
- Ada de Warenne (* um 1120; † 1178), schottische Adlige

Neuzeit
- Ada à Beckett (1872–1948), australische Biologin und Hochschullehrerin
- Ada Adler (1878–1946), dänische Gelehrte
- Ada Battke (1879–1958), deutsche Schriftstellerin
- Ada Benjamin (* 1994), nigerianische Sprinterin
- Ada Blackjack (1898–1983), einzige Überlebende einer Expedition zur Wrangelinsel
- Ada von Boeselager (1905–1973), deutsche Kunstmalerin und Schriftstellerin
- Ada Boni (1881–1973), italienische Kochbuchautorin
- Ada Borkenhagen (* 1966), deutsche Psychoanalytikerin
- Ada Boureïma (* 1945), nigrischer Schriftsteller
- Ada Brodsky (1924–2011), israelische Hörfunkjournalistin und Übersetzerin
- Ada Brown (1890–1950), US-amerikanische Sängerin
- Ada Bruhn Hoffmeyer (1910–1991), dänische Kuratorien, Schriftstellerin sowie Expertin für mittelalterliche Waffen
- Ada Buffulini (1912–1991), italienische Antifaschistin und Widerstandskämpferin
- Ada Cambridge (1844–1926), im Vereinigten Königreich geborene australische Schriftstellerin
- Ada Christen (1839–1901), österreichische Schriftstellerin
- Ada Colangeli (1913–1992), italienische Schauspielerin
- Ada Colau (* 1974), katalanische Aktivistin, seit Juni 2015 Bürgermeisterin Barcelonas
- Ada Comstock (1876–1973), US-amerikanische Hochschullehrerin und Hochschulpräsidentin
- Ada Cross, auch bekannt als Ada Cambridge (1844–1926), im Vereinigten Königreich geborene australische Schriftstellerin
- Ada Crossley (1871–1929), australische Sängerin
- Ada Deer (1935–2023), US-amerikanische Politikerin und Hochschullehrerin
- Ada Ditzen (1859–1939), deutsche Übersetzerin
- Ada Dorian (* 1981), deutsche Schriftstellerin
- Ada Mae Edwards (1911–2004), Politikerin auf St. Kitts und Nevis
- Ada Egede-Nissen (1899–1981), norwegische Schauspielerin
- Ada María Elflein (1880–1919), argentinische Autorin, Dichterin, Lehrerin und Feministin
- Ada Falcón (1905–2002), argentinische Tango-Sängerin und Filmschauspielerin der 1920er und 1930er Jahre
- Ada Feinberg-Sereni (* 1930), israelische Politikerin
- Ada Gabrieljan (* 1941), armenische Malerin und Hochschullehrerin
- Ada von Gersdorff (1854–1922), deutsche Schriftstellerin
- Ada Gobetti (1902–1968), italienische Antifaschistin, Journalistin, Partisanin, Politikerin und Übersetzerin
- Ada Gomperz (1884–1954), US-amerikanisch-österreichische Innenarchitektin
- Ada den Haan (1941–2023), niederländische Schwimmerin
- Ada Halenza (1900–1990), deutsche Schriftstellerin
- Ada Haseloff-Preyer (1878–1970), deutsche Malerin
- Ada Hegerberg (* 1995), norwegische Fußballspielerin
- Ada Hirsch-Elias (1885–1975), österreichische Kinderärztin, Mitbegründerin der „Organisation der Ärztinnen Wiens“
- Ada Hondius-Crone (1893–1996), niederländische Kunstsammlerin und archäologische Schriftstellerin
- Ada Howard (1829–1907), US-amerikanische Pädagogin und Hochschullehrerin
- Ada Louise Huxtable (1921–2013), US-amerikanische Architekturkritikerin und Autorin
- Ada Isensee (* 1944), deutsche Malerin
- Ada Mae Johnson (* 1977), US-amerikanische Pornodarstellerin
- Ada Kadelbach (1942–2025), deutsche Musikwissenschaftlerin und Hymnologin
- Ada Karmi-Melamede (* 1936), israelische Architektin
- Ada Kok (* 1947), niederländische Schwimmerin
- Ada Kretzer-Hartl (1897–1963), deutsche Kinder- und Jugendbuchautorin
- Ada Kuchařová (* 1958), tschechoslowakische Orientierungsläuferin
- Ada Lai (* 1975), chinesische Komponistin und Musiktheoretikerin
- Ada Leonard (1915–1997), US-amerikanische Bandleaderin
- Ada Lessing (1883–1953), deutsche Pädagogin der Erwachsenenbildung
- Ada Leverson (1862–1933), englische Schriftstellerin
- Ada Lewis-Hill (1844–1906), englische Musikerin und Stifterin
- Ada Lichtman (1915–1993), Überlebende des Vernichtungslagers Sobibor
- Ada Limón (* 1976), amerikanische Dichterin
- Ada Linden (1847–1911), deutsche Lehrerin und Schriftstellerin
- Ada Lovelace (1815–1852), britische Mathematikerin, gilt als erste Person, die Computerprogramme erstellte
- Ada Lüer (* 2001), deutsche Schauspielerin
- Ada Maris (* 1957), US-amerikanische Schauspielerin
- Ada Marra (* 1973), Schweizer Politikerin
- Ada Mee (* 1946), deutsche Künstlerin (Malerei, Lithografie, Fotografie)
- Ada Montellanico (* um 1963), italienische Jazzmusikerin (Gesang, Komposition)
- Ada Müller-Braunschweig (1897–1959), deutsche Psychoanalytikerin
- Ada Natali (1898–1990), italienische Politikerin
- Ada Negri (1870–1945), italienische Schriftstellerin
- Ada Neschke-Hentschke (1942–2013), deutsch-schweizerische Philosophiehistorikerin
- Ada Nilsson (1872–1964), schwedische Medizinerin
- Ada Nolde (1879–1946), Ehefrau und Förderin von Emil Nolde
- Ada „Sayonara“ Pace (1924–2016), italienische Autorennfahrerin
- Ada Palmer (* 1981), US-amerikanische Historikerin, Fantasyautorin und Komponistin
- Ada Patterson (1867–1939), US-amerikanische Journalistin und Theaterkritikerin
- Ada Pellert (* 1962), österreichische Wirtschaftswissenschaftlerin
- Ada Pometti (* 1942), italienische Schauspielerin
- Ada Raev geb. Fischer (* 1955), deutsche Kunsthistorikerin
- Ada Rave (* 1974), argentinische Jazz- und Improvisationsmusikerin (Saxophon, Komposition)
- Ada Rehan (1857–1916), US-amerikanische Schauspielerin
- Ada Ringen (* 1989), norwegische Biathletin
- Ada Rogato (1910–1986), brasilianische Pilotin
- Ada Rohowzewa (* 1937), ukrainische Theater- und Filmschauspielerin
- Ada van Roon (1882–1953), deutsche Schauspielerin, Drehbuchautorin und Filmproduzentin
- Ada Rovatti (* 1976), italienische Jazzmusikerin
- Ada Valeria Ruhl Bonazzola (1921–2004), italienische Politikerin
- Ada Rybatschuk (1931–2010), sowjetisch-ukrainische Malerin, Grafikerin, Bildhauerin, Architektin und Autorin
- Ada Salas (* 1965), spanische Dichterin
- Ada Sari (1886–1968), polnische Opernsängerin (Sopran)
- Ada Smith (1894–1984), US-amerikanische Vaudeville-Tänzerin und Sängerin
- Ada Solomon (* 1968), rumänische Filmproduzentin
- Ada Philine Stappenbeck (* 1996), deutsche Schauspielerin
- Ada Svedin (1894–1975), deutsche Schauspielerin
- Adah Belle Thoms (1870–1943), afroamerikanische Krankenschwester, Vorkämpferin für die Gleichberechtigung farbiger Pflegekräfte
- Ada von Treskow (1837–1918), deutsche Schriftstellerin
- Ada Tschechowa (1916–1966), deutsche Schauspielerin und Managerin russischer Herkunft
- Ada von Voß (1884–1941), deutsche Gutsherrin und Schriftstellerin
- Ada Wells (1863–1933), neuseeländische Politikerin und Frauenrechtlerin
- Ada Yardeni (1937–2018), israelische Künstlerin, Schriftstellerin und Paläographin
- Ada Yonath (* 1939), israelische Biologin
- Ada Yvars Bravo (* 20. Jahrhundert), spanische Architektin
- Ada Zapperi Zucker (* 1937), italienische Schriftstellerin

Künstlername
- Ada (Musikerin) (eigentlich Michaela Dippel), deutsche Musikerin

### Adda
- Adda Bozeman (1908–1994), lettisch-US-amerikanische Politikwissenschaftlerin
- Adda Djørup (* 1972), dänische Schriftstellerin und Poetin
- Adda-guppi, bekannt unter Adad-happe (650 v. Chr. – 546 v. Chr.), Mutter des letzten babylonischen Königs
- Adda Kesselkaul (1895–1969), deutsche Künstlerin (Tiermalerei)
- Adda von Königsegg (1872–1945), deutsche Krankenschwester und Schriftstellerin
- Adda von Liliencron (1844–1913), deutsche Schriftstellerin